# Белый дьявол (фильм)
«Белый дьявол» (нем. Der weiße Teufel) — чёрно-белый немой художественный фильм 1930 года, снятый русским кинорежиссёром Александром Волковым во время его двухгодичного периода работы в Германии. Фильм снят по мотивам повести Льва Толстого «Хаджи-Мурат», главную роль исполнил Иван Мозжухин.

## Сюжет
1852 год, Кавказ в годы Кавказской войны. Молодой джигит Хаджи-Мурат один воспитывает сына, потому что его жена умерла. Однажды во время танцев в селе красавица Саира показывает Хаджи-Мурату, что хочет танцевать с ним, но он не обращает на неё внимания. Когда дядя девушки и предводитель кавказцев Шамиль видит это, он оскорбляет Хаджи-Мурата, и между ними чуть не возникает стычка. Однако в это время на село нападают русские войска и разрушают село. Саира оказывается в плену, а Шамиль и Хаджи-Мурат участвуют в сопротивлении русским войскам. Среди русских Хаджи-Мурат, ездящий на белом коне и в белой черкеске, получает прозвище «Белый дьявол».
Разногласия между Шамилем и Хаджи-Муратом усугубляются, когда Хаджи-Мурат захватывает в плен русский отряд, но приказывает не лишать пленников жизни, тогда как Шамиль собирался казнить их. Драка между Шамилем и Хаджи-Муратом заканчивается уходом последнего. Считая, что Шамиль намеревался выдать его русским, Хаджи-Мурат со своими людьми сам сдаётся князю Воронцову, который принимает его как почётного гостя. Хаджи-Мурата направляют в столицу, где представляют царю Николаю Первому. Также он приглашён на представление, в котором будут участвовать балерины при царском дворце.
Во время представления Хаджи-Мурат привлекает всеобщее внимание. Одна из балерин узнаёт его и присылает ему записку с просьбой о встрече вечером у памятника Петру Первому — оказывается, это Саира, которая была взята в плен Воронцовым и направлена в балетную школу в Петербург как прекрасная танцовщица. Между тем, Саира вызывает интерес и со стороны Николая, который ранее был показан как любовник фрейлины Нелидовой. Он приказывает привести к нему Саиру, но царица, заметив это, нарушает их уединение.
Во время свидания у памятника Саира раскрывает Хаджи-Мурату свои чувства и просит быть её защитником. На следующий день Николай приглашает Саиру погостить в его охотничьем домике в Петергофе. Нелидова сообщает Хаджи-Мурату, что Саире там и ей грозит опасность. Вечером Хаджи-Мурат приезжает в охотничий домик и предлагает Саире бежать. Появляется Николай, который начинает приставать к Саире, но отступает, увидев Хаджи-Мурата. Приезжает Нелидова, и Николай делает вид, что ждал её. Хаджи-Мурат и Саира уезжают и заключают брак по мусульманскому обряду, а потом возвращаются на Кавказ.
От Николая приходит приказ Хаджи-Мурату выступить на стороне русских войск против Шамиля. Хаджи-Мурат не хочет воевать против своего народа и планирует побег со своими людьми, однако план срывается. Тем временем он узнаёт, что Шамиль, который держит в плену его мать и сына, обещает казнить сына, если Хаджи-Мурат не появится. Тогда Хаджи-Мурат со своими людьми решается на побег, но его преследуют русские войска. Саира спасается и приезжает в село, где рассказывает обо всём Шамилю и спасает сына Хаджи-Мурата. Хаджи-Мурата смертельно ранят в бою с русскими, но его успевают довезти до села, где он говорит сыну, что Саира будет его новой матерью, и примиряется с Шамилем, а затем умирает.

## В ролях
- Иван Мозжухин — Хаджи-Мурат
- Лиль Даговер — Нелидова
- Бетти Аманн —  Саира
- Фриц Альберти — Николай I

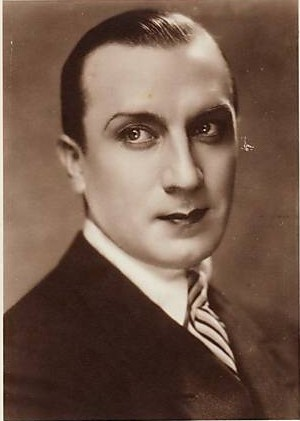
Иван Мозжухин

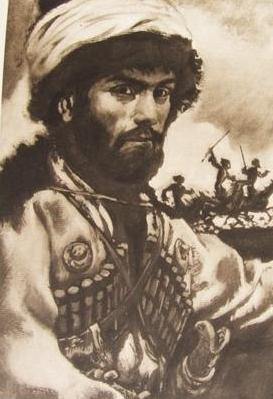
Хаджи-Мурат (иллюстрация Е. Лансере к повести Толстого)

- Александр Мурский — Князь Воронцов
- Кеннет Райв — Юсуф, сын Хаджи-Мурата
- Аршо Шахатуни — Шамиль
- Джордж Серофф — Рябов

## Отзывы
По мнению Натальи Нусиновой, «Белый дьявол» «можно считать последним шедевром Волкова»: «Это самая ностальгическая из его картин, виртуозно сделанная с кинематографической точки зрения. Вновь великолепен Мозжухин…». Аналогично, Нея Зоркая отмечала, что в годы, когда снимался фильм, мастерство Мозжухина как актёра «стало ещё более совершенным», и некоторые сцены фильма, в частности, ранение и смерть героя, «достойны занять место в кинохрестоматиях».
В свою очередь, Лев Аннинский назвал фильм Волкова «неповторимым кинопроизведением, где посреди макетных аулов и всяческой пиротехники храбрые горские конники гоняют русских солдат, изображённых стадом дураков». Он также отметил, что «все эти скачки, рубки и прыжки, всё это приключенчество с погонями (…) здесь дано с ошарашивающей патетикой, а в любовных сценах — с такой мелодраматической серьёзностью, как это делалось в каком-нибудь 1916 году».

## История
В 2013 году фильм был показан на кинофестивале Белые столбы.